# Vernon Steele
Pour les articles homonymes, voir Steele.
Arturo Romeo Antonietti — né le 18 septembre 1882 à Santiago (Chili), mort le 23 juillet 1955 à Los Angeles (Californie) — est un acteur britannique d'origine chilienne, connu sous le nom de scène de Vernon Steele (parfois crédité Vernon Steel).

## Biographie
Entamant sa carrière d'acteur au théâtre en Angleterre, il joue notamment à Londres au cours des années 1900 et 1910 dans des pièces, dont Comme il vous plaira de William Shakespeare (1910-1911, avec Maurice Elvey et Philip Merivale).
Puis, installé aux États-Unis, il apparaît à Broadway (New York) — où il s'était déjà produit dès 1906 — entre 1914 et 1931, entre autres dans L'Importance d'être Constant d'Oscar Wilde (1926, avec Reginald Owen et Lucile Watson).
Au cinéma, Vernon Steele contribue à trente-cinq films muets américains, les quatre premiers sortis en 1915 (dont Hearts in Exile (en) de James Young, avec Clara Kimball Young et Montagu Love). Citons également The Highest Bidder de Wallace Worsley (1921, avec Madge Kennedy et Lionel Atwill) et The Wanters de John M. Stahl (1923, avec Marie Prevost et Robert Ellis).
Après deux derniers films muets sortis en 1924, son premier film parlant est Big News de Gregory La Cava (1929, avec Robert Armstrong et Carole Lombard). Suivent vingt-sept autres films parlants américains, dont Capitaine Blood de Michael Curtiz (1935, avec Errol Flynn et Olivia de Havilland), Le Pacte d'Henry King (1936, avec Madeleine Carroll et Tyrone Power) et Les Sacrifiés de John Ford et Robert Montgomery (1945, avec Robert Montgomery, John Wayne et Donna Reed).
Son ultime film est Madame Bovary de Vincente Minnelli (avec Jennifer Jones et Van Heflin), sorti en 1949.

## Théâtre
(pièces, sauf mention contraire)

### En Angleterre (sélection)
- 1905-1906 : Mice and Men de Madeleine Lucette Ryley (Bristol)
- 1907-1908 : La Mégère apprivoisée (The Taming of the Shrew) et Comme il vous plaira (As You Like It) de William Shakespeare (Bristol)
- 1908-1909 : The Last of the De Mullins de St. John Hankin (Londres)
- 1910-1911 : Business de John Goldie (Londres)
- 1910-1911 : Comme il vous plaira (As You Like It) et Roméo et Juliette (Romeo and Juliet) de William Shakespeare (Londres)
- 1911-1912 : The Mind the Paint Girl d'Arthur Wing Pinero (Londres)
- 1912-1913 : Where There's a Will de Bernard Parry (Londres)

### À Broadway (intégrale)
- 1906 : César et Cléopâtre (Caesar and Cleopatra) de George Bernard Shaw
- 1914 : The Highway of Life de Louis N. Parker
- 1915-1916 : Cock o' the Walk d'Henry Arthur Jones
- 1916 : The Intruder de Cyril Harcourt
- 1920 : The Hole in the Wall de Fred Jackson : Danny MacKeaver
- 1924 : In His Arms de Lynn Sterling : Tom van Ruysen
- 1924-1925 : Ladies of the Evening de Milton Herbert Gropper, production de David Belasco : Tom Standish
- 1926 : L'Importance d'être Constant (The Importance of Being Earnest) d'Oscar Wilde : John Worthing / J. P.
- 1926-1928 : The Ladder de J. Frank Davis : Sir Roger Clifford / le capitaine Roger Harcourt / Roger Covill / Roger Crane
- 1928 : So Am I de C. M. Selling, mise en scène de Marion Gering : Gino / Roberto
- 1931 : The Wonder Bar, comédie musicale, musique de Robert Katscher, lyrics d'Irving Caesar, livret d'Aben Kandel et Irving Caesar, d'après la pièce Die Wunder-Bar de Géza Herczeg et Karl Farkas : Pierre Duval
- 1931 : The Roof de John Galsworthy : Henry Lennox

## Filmographie partielle

### Période du muet (1915-1924)

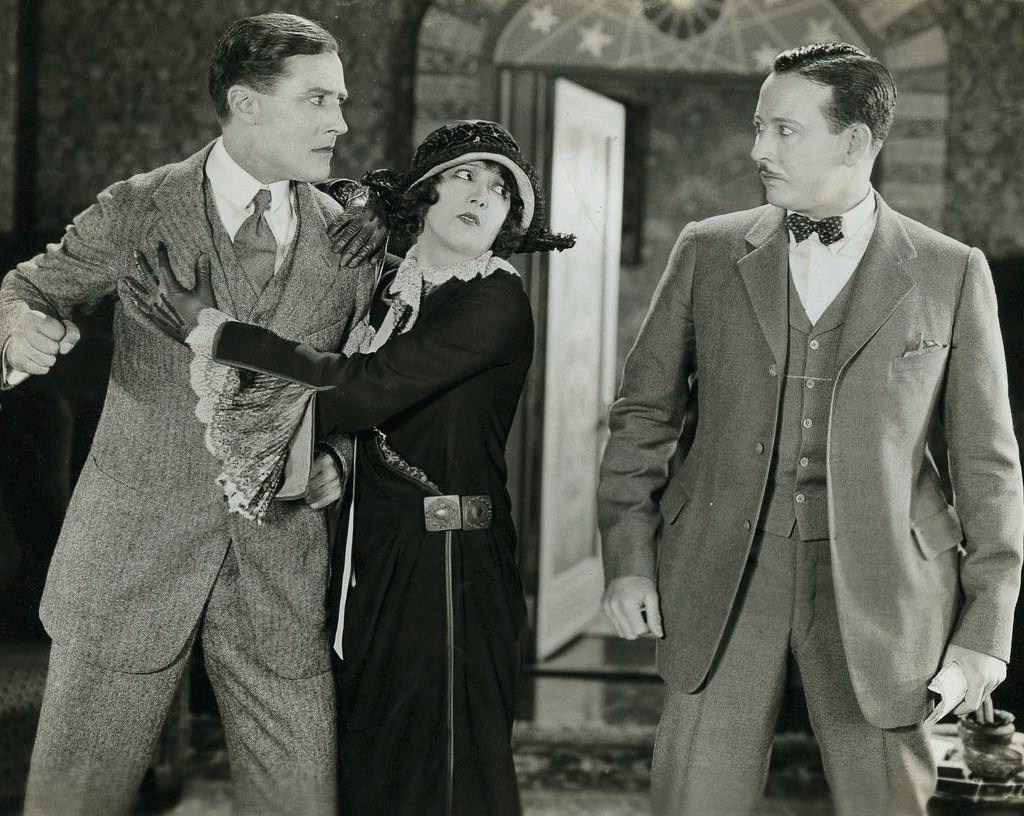
De g. à d. : Vernon Steele, Estelle Taylor et Philo McCullough, dans Forgive and Forget (1923)

- 1915 : Hearts in Exile de James Young : Paul Pavloff
- 1915 : The Vampire d'Alice Guy
- 1916 : The Supreme Sacrifice de Lionel Belmore et Harley Knoles : le révérend Philip Morton
- 1917 : Bab's Matinee Idol de J. Searle Dawley : Adrian Egleston
- 1918 : La Femme panthère (The Panther Woman) de Ralph Ince : Beverly Peale
- 1919 : The Witness for the Defense (en) de George Fitzmaurice : Dick Hazelwood
- 1920 : His House in Order (en) d'Hugh Ford : Hillary Jesson
- 1921 : Out of the Chorus d'Herbert Blaché : Ross Van Beekman
- 1921 : Le Piège (The Highest Bidder) de Wallace Worsley : Hastings
- 1922 : The Girl Who Ran Wild de Rupert Julian
- 1922 : When the Devil Drives de Paul Scardon : Robert Taylor
- 1923 : Alice Adams de Rowland V. Lee : Arthur Russell
- 1923 : The Wanters de John M. Stahl : Tom Armstrong
- 1923 : Forgive and Forget d'Howard M. Mitchell : Ronnie Sears
- 1924 : La Maison des rêves (The House of Youth) de Ralph Ince : Rhodes Winston

### Période du parlant (1929-1949)
- 1929 : Big News de Gregory La Cava : un journaliste
- 1933 : The King's Vacation de John G. Adolfi : Barstow
- 1933 : Sérénade à trois (Design for Living) d'Ernst Lubitsch : le premier directeur de Douglas
- 1934 : Douvres-Paris (Where Sinners Meet) de J. Walter Ruben : Saunders
- 1934 : Le Retour de Bulldog Drummond (Bulldog Drummond Strikes Back) de Roy Del Ruth : un invité du mariage
- 1935 : Bons pour le service (Bonnie Scotland) de James W. Horne : le colonel Gregor McGregor
- 1935 : Capitaine Blood (Captain Blood) de Michael Curtiz : Jacques II
- 1936 : Le Pacte (Lloyd's of London) d'Henry King : Sir Thomas Lawrence
- 1936 : La Fille de Dracula (Dracula's Daughter) de Lambert Hillyer : Squires
- 1938 : Le Proscrit (Kidnapped) d'Alfred L. Werker et Otto Preminger : un capitaine
- 1942 : Madame Miniver (Mrs. Miniver) de William Dieterle : un membre du club Glee
- 1945 : Les Sacrifiés (They Were Expendable) de John Ford et Robert Montgomery : « Jills », le médecin militaire
- 1947 : The Lone Wolf in London de Leslie Goodwins : Sir John Klemscott
- 1948 : Jeanne d'Arc (Joan of Arc) de Victor Fleming : le père d'un enfant
- 1949 : Madame Bovary (titre original) de Vincente Minnelli : le prêtre